# Nicarete similis
Nicarete similis är en skalbaggsart som beskrevs av Stefan von Breuning 1965. Nicarete similis ingår i släktet Nicarete och familjen långhorningar.
Artens utbredningsområde är Madagaskar. Inga underarter finns listade i Catalogue of Life.